# Шуго
Шуго (јап. 守護, у преводу војни гувернер, заштитник или заповедник) је јапанска титула која означава војног управника провинције у средњовековном Јапану. Ова титула настала је у време шогуната Камакура (1185-1333) и постојала је све до краја шогуната Ашикага (1338-1573). Сваки војни гувернер именовао је једног или више заменика, који су носили титулу шугодаи (јап. 守護代), из редова локалне провинцијске властеле.

## Овлашћења и функције

### Период Камакура (1185—1333)
За разлику од цивилних управника провинција (кокуга) које је постављао царски двор, и који су управљали провинцијским чиновницима и финансијама (укључујући сакупљање пореза и расподелу земљишних поседа), војне гувернере постављао је шогун. Функција шуго-а није била у потпуности развијена под Камакура бакуфу-ом (1185—1333). У провинцијама су цивилни гувернери (кокуга) и њихови службеници и даље обезбеђивали апарат администрације и судства, а осим Кантоа, ови чиновници остали су одговорни цивилним званичницима са седиштем у Кјоту. Како је моћ ове цивилне власти слабила, потреба за већим утицајем бакуфу у провинцијама постала је очигледна. Ово јачање шогунове власти у провинцијама било је извршено преко јачања власти шуго-а. Под шогунатом Камакура, шуго је имао три специфичне функције: 
- уписивање вазала бакуфу за стражу у Кјоту и Камакури,
- сузбијање тешких злочина попут убиства и пиратерије, и
- кажњавање издаје.[1]

У време мира власт шугоа сводила се углавном на регрутовање људи за стражарску службу и сузбијање криминала вршењем полицијске службе у случају побуне, убиства, провале, пљачке, разбојништва и пиратерије.

### Период Муромачи (1336—1573)
Године 1346. Муромачи (Ашикага) бакуфу је додао два важнија овлашћења. Прво је било сузбијање незаконите сече усева - омиљени чин разбојничких банди. Друго, у практичном смислу шуго је добио право конфискације или прерасподеле права на земљиште по наређењу бакуфу-а. Заједно, ове законске одредбе дале су шуго-у право да врши главна судска и фискална овлашћења која су до тада вршили органи централне власти.
Шогуни из породице Ашикага настојали су да учврсте власт над провинцијама дајући положај шуго-а својим рођацима и најоданијим вазалима. Тако је једна породица често држала власт над више провинција. Око 1400. када је моћ шогуната Ашикага била на врхунцу, најважније гувернерске породице у сродству са династијом Ашикага биле су:
- Хосокава - гувернери 8 провинција (Тоса, Ава, Сануки, Бинго, Бичу, Аваџи, Тамба и Сецу),
- Хатекајама - гувернери 4 провинције (Киј, Кавачи, Ното и Ечу),
- Ишики - гувернери 3 провинције (Танго, Вакаса и Микава),
- Шиба - гувернери 3 провинције (Ечизен, Овари и Шинано),
- Имагава - гувернери провинција Суруга и Тотоми,
- Шибукава - гувернери провинције Аки,
- Ники - гувернери провинције Изуми,
- Тогаши - гувернери провинције Кага.[1]

Тако су 23 од укупно 66 провинција Јапана биле под управом шогунових рођака, а провинција Јамаширо била је под директном управом бакуфу-а. Из прве три најмоћније гувернерске породице (Хосокава, Хатекајама и Ишики) на смену су бирани заменици шогуна или регенти (канреи), који су вршили извршну власт у шогуновој влади (бакуфу). Још 20 провинција било је под управом породица најоданијих вазала прве тројице шогуна Ашикага:
- Оучи - гувернери провинција Нагато и Суо,
- Кјогоку - гувернери 4 провинције (Ики, Изумо, Оми и Хида),
- Јамана - гувернери 5 провинција (Ивами, Хоки, Инаба, Таџима и Ига),
- Акамацу - гувернери 3 провинције (Бизен, Мимисака и Харима),
- Токи - гувернери 3 провинције (Исе, Шима и Мино),
- Уесуги - гувернери провинције Ечиго,
- Кавано - гувернери провинције Ијо.[1]

На острву Кјушу, титуле гувернера додељене су локалним властелинским породицама које су подржале Ашикага Такауџија у грађанском рату за преузимање власти (1336):
- Шимазу - гувернери 3 провинције (Сацума, Осуми и Хјуга)
- Шони - гувернери 2 провинције (Чикузен и Бизен)
- Отомо - гувернери провинције Бунго.[3]

У целини гледано, војни гувернери из периода Муромачи имали су далеко већу власт од оних из периода Камакура, који су делили власт са цивилним гувернерима које је постављао двор. У периоду Муромачи положај цивилног гувернера био је укинут, са ретким изузецима (провинције Хида и Исе). Неколико провинција (Бинго, Изуми, Оми, Кага, Тотоми, Суруга и Хитачи) било је подељено на два шугоа, по један за сваку половину.
Шугои периода Муромачи си и званично добили разна овлашћења која шугои периода Камакура нису имали, као што је
- решавање земљишних спорова,
- спровођење пресуда,
- додељивање пореских прихода (тзв. ханзеи, дословно полу-порез, јер је половина прихода од земљишта - порез у пиринчу познат као ненгу - ишла власнику имања, а половина ратнику који је уживао ханзеи),
- сакупљање пореза на земљиште (тзв. тансен), који се плаћао у пиринчу,
- сакупљање пореза за своје потребе (тзв. шуго тансен), од средине 15. века. Ова два пореза обухватала су земљу сељака, кокуџина, аристократије и храмова. Само су царски поседи и поседи регената (канреи) били изузети.
- право на кулук (бесплатни рад) од локалних сељака,
- право на коришћење покретне имовине и стоке сељака, нарочито коња и бродова, у случају потребе. У случају рата, одузети коњи и бродови често би били изгубљени.[2]

Све већа моћ и самосталност гувенера у провинцијама на крају је довела до грађанског рата и распада централне власти шогуната Муромачи. Онински рат (1467-1477) започео је као сукоб гувернерских породица Хосокава и Јамана у самом Кјоту и убрзо захватио готово цео Јапан.

## Опадање
Моћ војних гувернера почела је да опада са опадањем централне власти и утицаја шогуната Ашикага у провинцијама за време и после Онинског рата (1467-1477). У периоду анархије и грађанског рата познатом као Сенгоку (1467-1600), неки провинцијски гувернери су се осамосталили и постали феудални господари (такозвани шуго даимјо - клан Такеда у провинцији Каи), а неке су збацили њихови заменици (клан Ода збацио је гувернера Шибу у Оварију 1552), локални великаши (Саито Досан збацио је гувернера Токија у провинцији Мино 1544) или устанци сељака (Ико-ики у провинцији Кага 1488). До 1550. већина провинцијских гувернера били су само марионете локалних великаша, који су преко њих остваривали легитимитет и вршили стварну власт у провинцијама у њихово име.